# 11803 Turrini
A 11803 Turrini (korábbi nevén 1981 ES12) a Naprendszer kisbolygóövében található aszteroida. Schelte J. Bus fedezte fel 1981. március 1-jén.

## Kapcsolódó szócikk
- Kisbolygók listája (11501–12000)